# 武都 (金朝官员)
武都（12世纪？—1217年），字文伯，金朝东胜州（今内蒙古自治区托克托县）人。
武都在金世宗大定二十二年（1182年）进士。调任阳谷主簿，转任商水令。商水县多盗贼，常纵火行劫，发冢盗墓，武都侦得姓名，张榜公布，警告不得再犯，盗贼亡命他州，境内得安。因为官廉洁，升为南京路转运支度判官，除中都路都转运副使。丁忧服除，调任太原治中，再为都转运副使，升任滦州刺史。充宣差北京路规措官。入朝为户部郎中，权右司郎中，由海路运送辽东粟米赈济山东，武都高价募人入粟，以招海商。官至中都、西京按察副使。大安三年（1211年），充宣差行六部侍郎，以本路按察使行西南路六部尚书，辅佐元帅抹撚盡忠备御西京，召为户部尚书，赏银二百两、绢一百匹。金宣宗即位，建议废帝完颜永济降封王侯。成吉思汗南侵，中都戒严，都知大兴府，佩虎符便宜行事，弹压中外军民。武都醉酒穿内衣见诏使，于是解职。起为刑部尚书。中都解围，为河东路宣抚使，不久以参知政事胥鼎取代他。兴定元年（1217年），得病去世。